# Clasificación Vox-ATypI
En tipografía, la clasificación Vox-ATypI permite clasificar los tipos de letra en once grandes familias. Inventada por Maximilien Vox en 1952, fue adoptada en 1962 por la Association Typographique Internationale (ATypI) y ha sido actualizada en varias ocasiones desde entonces por dicha asociación.
Una de las motivaciones para su creación era conseguir una clasificación que permitiese agrupar las tipografías en grupos más definidos que los que ideó el tipógrafo Francis Thibaudeau en su Clasificación de Thibaudeau. Originalmente se trataba de una clasificación en diez grupos, aunque meses más tarde Vox decidió revisar su propuesta original a una más compacta que constaba tan sólo de nueve elementos. 
Esta clasificación trata de agrupar las tipografías según sus rasgos característicos principales, a menudo típicos de una época determinada (Desde el siglo XV hasta el siglo XXI). atendiendo a criterios formales: ascendentes y descendentes, grosor del trazo, forma de las serifas, eje de inclinación, altura de la x,... La clasificación Vox-ATypI define una tipología de caracteres, pero en realidad un tipo de letra puede heredar las características de una, dos o tres familias.

## Clásicas
Las tipografías clásicas pueden ser a su vez agrupadas en humanistas, garaldas y de transición, y suelen estar caracterizadas por presentar serifas triangulares, ejes oblicuos y un bajo contraste en el grosor del trazado. 

### Humanísticas

Centaur, un tipo humanístico

Las tipografías humanísticas, humanistas o venecianas reúnen los primeros tipos romanos creados en el siglo XV por los impresores venecianos, como Nicolas Jenson, inspirándose en los manuscritos humanistas (propios del renacimiento) de la época. 
Estas tipografías, más bien redondas en oposición a las góticas angulosas de la Edad Media, se caracterizan por serifas cortas y espesas, y un débil contraste entre trazos gruesos y finos (por ejemplo, los tres trazos de la N, formada por dos astas verticales y una diagonal u oblicua, no difieren mucho en espesor en esta tipología). Estos estilos se inspiraron en la minúscula carolina, creada en las bibliotecas de los monasterios del imperio de Carlomagno.
Ejemplos de estas tipografías son Centaur o Cloister.

### Garaldas

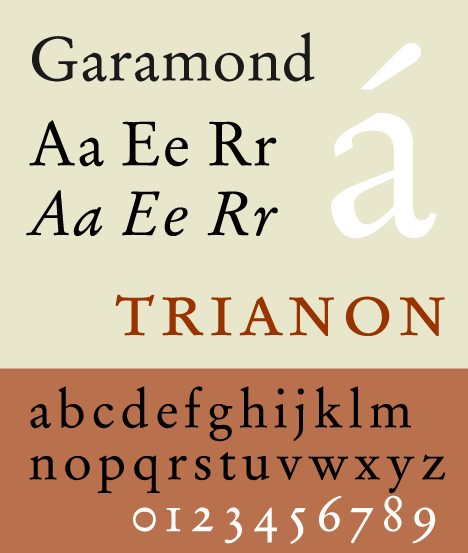
Garamond, una tipografía garalda

También conocidas como aldinas, las tipografías garaldas reciben su nombre en honor a los tipógrafos Claude Garamond y Aldo Manucio (siglo XVI). Las tipografías garaldas tienen en general proporciones más finas que las humanísticas mediante un contraste más fuerte entre trazos gruesos y finos. El peso de las garaldas está distribuido de acuerdo a un eje oblicuo. En Francia, bajo el reinado de Francisco I de Francia, las garaldas fueron la herramienta que favoreció la normalización oficial de la gramática y de la ortografía.
Ejemplos destacables de tipografías garaldas son la Bembo y la Garamond.

### Realistas o de transición

Bulmer, una tipografía realista

Las tipografías realistas, reales o de transición son los tipos de letra típicos del periodo clásico, transmitiendo principalmente el espíritu racional de la época de las luces (èpoque des lumières). El contraste grueso-fino está mucho más acentuado que dentro de los dos primeros grupos, y los pesos se reparten según un eje casi vertical. Las tipografías realistas son el resultado de la voluntad del rey Luis XIV de Francia por crear nuevas formas tipográficas, por un lado con la intención de encontrar una tipografía capaz de ser sucesora de la Garamond, y por otro lado por competir con diferentes impresores europeos. El término realista no tiene relación con el movimiento artístico del realismo, sino que deriva de la palabra "real" en español, debido a un encargo del rey Felipe II de España al tipógrafo Christophe Plantin.
Ejemplos de tipografías realistas son Baskerville, Times Roman, así como los rediseños contemporáneos de las tipografías tradicionales.

## Modernas
Las tipografías modernas se dividen en didonas, mecánicas y lineales. Se caracterizan por su apariencia más simple, limpia y funcional que las llevó a ser una referencia durante el periodo de la revolución industrial. Contemporáneamente, estas tipografías han tenido un nuevo auge debido a que su lectura en pantallas es más sencilla.

### Didonas

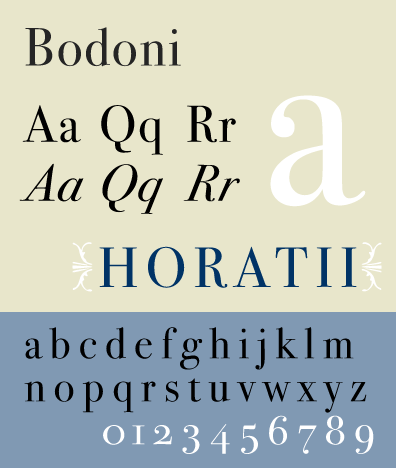
Bodoni, una tipografía Didona

Las tipografías didonas deben su nombre a los tipógrafos Didot (francés) y Bodoni (italiano). Estas tipografías, típicas del fin del XVIII e inicio del XIX se reconocen por su gran contraste entre trazos gruesos y trazos finos (los finos, extremadamente finos), la verticalidad de sus letras y sus serifas horizontales y finas. En la Clasificación de Francis Thibaudeau a estas tipografías se las conoce como romanas modernas o Didot. Las tipografías didonas permitieron, particularmente al Primer Imperio francés de Napoleón, dotarse de tipografías muy diferentes de las utilizadas por los reyes del Antiguo Régimen.
Algunos ejemplos de tipografías didonas son Bodoni o Walbaum.

### Mecánica

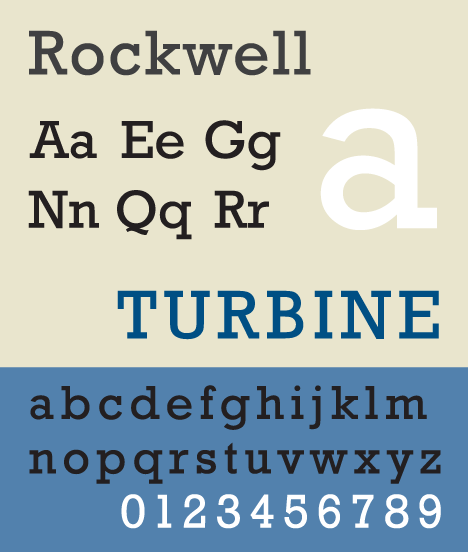
Rockwell, una tipografía mecánica

Las tipografías mecánicas — conocidas también ampliamente como slab serif — tratan de evocar en sus forma un aspecto mecánico. Tienen su origen en el contexto histórico propio de la Revolución industrial de principios del siglo XIX, aunque esta clase de tipografías siguen siendo habituales en la actualidad. Las principales características de las tipografías mecánicas son un débil contraste entre trazos gruesos y finos y unas características serifas con formas rectangulares.
En la clasificación de Francis Thibaudeau se corresponden con las llamadas tipografías egipcias. Dicho nombre no tiene relación con el país sino con el nombre comercial que un fundidor, Robert Thorne, dio a sus nuevas tipografías a principios del siglo XIX durante una época en el que la arqueología egipcia estaba de moda.
Ejemplos destacables de tipografías mecánicas son Rockwell, Clarendon, Egyptienne o Ionic No. 5.

### Lineales
Las tipografías lineales combinan todas las tipografías carentes de serifas (conocidas habitualmente como sans serif o de palo seco)  

#### Grotescas

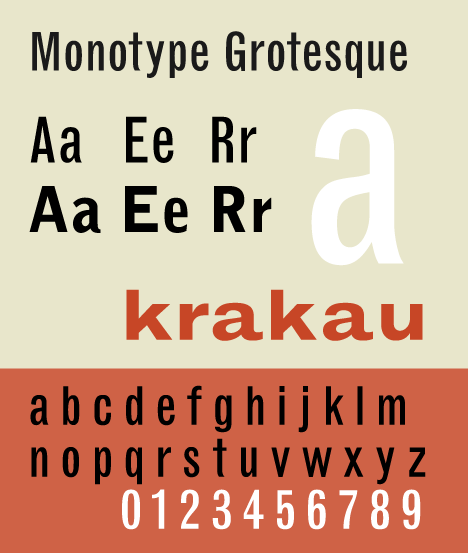
Monotype Grothesque, una tipografía grotesca.

Las grotescas son tipografías lineales de palo seco (sin serifas) nacidas en el siglo XIX. Suelen presentar un cierto contraste entre trazos gruesos y finos. 
Las curvas de estas tipografías suelen terminar en horizontal y, suelen tener un pequeño remate en la "G" y las "R" habitualmente presentan pierna curvada.
Ejemplos habituales de tipografías lineales grotescas son Headline, Monotype 215 o Grot no. 6.

#### Neo-grotescas

Helvética, una tipografía lineal neo-grotesca

Se conocen como neo-grotescas a aquellas tipografías lineales derivadas de las grotescas originales, pero con un contraste bastante menos pronunciado entre trazos y un diseño más regular. En ocasiones también se las denomina "sans-serif realistas". A diferencia de las grotescas, no suelen presentar remate en la "G" y sus curvas suelen tener finales inclinados. Las neo-grotescas suelen tener una amplia variedad de tipos y anchos para acomodarse a los diferentes medios de producción en los que son utilizadas. Tienen su origen en el siglo XX y son ampliamente utilizadas en la actualidad. 
Un par de ejemplos de tipografías lineales neo-grotescas son Helvética y Univers, dos de las tipografías más utilizadas en la actualidad.

#### Geométricas

Futura, una tipografía lineal geométrica

Las geométricas son tipografías lineales de palo seco que se caracterizan por estar construidas utilizando formas geométricas simples como círculos y rectángulos. Suelen repetir la misma composición geométrica en aquellas letras similares, por lo que las diferencias entre los distintos glifos tienden a ser mínimas. Las primeras tipografías de este tipo aparecieron a principios de la década de 1920, con la intención de crear tipografías que sugirieran un acabado hecho mediante dibujo lineal.
Ejemplos de tipografías lineales geométricas son Futura o Eurostile.

#### Humanistas

Gill Sans, una tipografía lineal humanista

Las tipografías lineales humanistas aparecen a principios del siglo XX. En lugar de derivar de las tipografías neo-grotescas propias del siglo XIX se caracterizan por regresar a formas propias del renacimiento, con trazo modulado más orgánico, sin serifas y con grandes aperturas. Nótese que el término humanista se utiliza dentro de la categoría de tipografías lineales, y esta clase — a pesar de que pueda tener ligeras similitudes — no hace referencia al mismo estilo que las tipografías humanistas clásicas.
La proporción de las mayúsculas es similar a la de las letras romanas, mientras que la proporción de las minúsculas es similar a la minúscula carolingia. En cursiva suelen presentar un estilo itálico real, no sólo una versión inclinada de la misma forma.
Ejemplos de tipografías lineales humanistas conocidos son Gill Sans y Optima.

## Caligráficas
Las tipografías caligráficas son aquellas cuya forma imita a la de la escritura manuscrita. Esta clasificación se divide a su vez en tipografías glíficas, manuscritas gráficas, góticas y gaélicas.

### Glíficas o incisas

Trajan, una tipografía incisa

Las tipografías glíficas o incisas son aquellas que tratan de evocar a los caracteres grabados en metal o en piedra, en contraposición de las caligráficas manuscritas. Presentan habitualmente pequeñas serifas triangulares y descendentes compactas. Las tipografías de este grupo suelen enfatizar sobre las letras mayúsculas, hasta el punto de que muchas de ellas no contienen un abecedario en minúscula.
Algunos ejemplos de tipografías glíficas son Albertus, Copperplate Gothic o Trajan.

### Manuscritas

Mistral, una tipografía manuscrita

Las tipografías manuscritas (también conocidas como script) son aquellas que evocan la escritura manual o cursiva. Dan aspecto de estar escritas con pluma, con una fuerte inclinación. Los caracteres pueden estar ligados unos con otros. Las tipografías que simulan la caligrafía inglesa (Copperplate) también forman parte de esta familia.
Algunos ejemplos de este grupo tipográfico son Mistral, Brush Script o Francesca.

### Gráficas

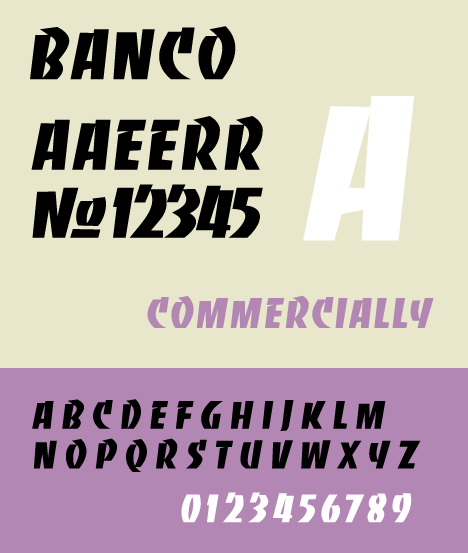
Banco, una tipografía gráfica

Las tipografías gráficas se basan en la escritura caligráfica manual que simula estar escrita lentamente con pincel, bolígrafo u otro instrumento de escritura. Suelen tener remates ornamentados y proporciones más cuidadas que las manuscritas corrientes. Estas tipografías normalmente no están diseñadas para la escritura, sino sólo para titulares o palabras que se desean resaltar intencionadamente. Vox originalmente incluyó las tipografías góticas dentro de esta categoría.
Algunos ejemplos de tipografías gráficas son Banco o Klang.

### Góticas o fracturadas

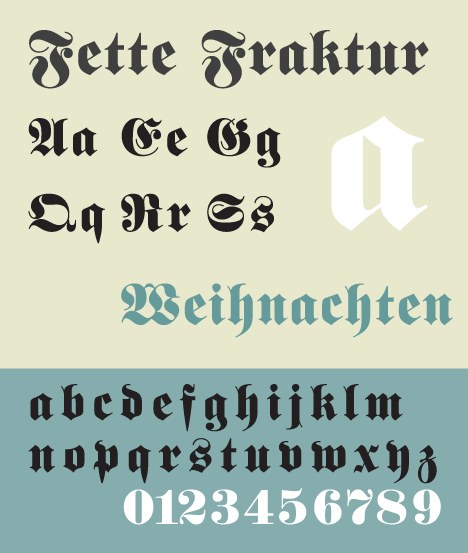
Fetter Fraktur, una tipografía blackletter

Las góticas o fracturadas (también conocidas como blackletter) son tipografías caligráficas con formas puntiagudas, angulosas y amplios ornamentos en sus remates. Presentan contrastes fuertes entre trazos gruesos y finos y se inspiran en las tipografías medievales escritas con pluma natural. Inicialmente Vox incluyó esta categoría dentro del grupo de las gráficas, pero debido a sus particularidades, la ATypI decidió separarla para hacer de ellas una nueva categoría.
Un ejemplo de tipografía gótica es Fraktur.

### Gaélicas

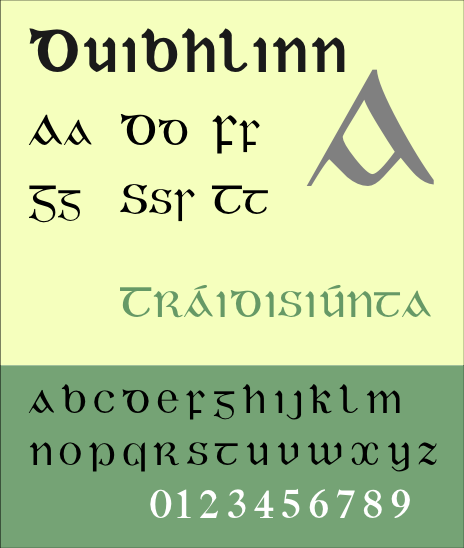
Duibhlinn, una tipografía gaélica

Las gaélicas son aquellas tipografías insulares dedicadas a la escritura del irlandés y que son usadas entre los siglos XVI y XXI. También se las conoce como tipografías celtas o unciales. Esta categoría se añadió a la clasificación en la reunión de 2010 de Dublin de la ATypI.
Un ejemplo de escritura gaélica es la tipografía Duibhlinn.

## No latinas

Escritura asiática de estilo sans-serif

La categoría de tipografías no latinas, es una familia heterogénea no incluida originalmente en la clasificación original de Vox. 
Dentro de este grupo se incluyen (sin distinción alguna de estilo) todas las tipografías propias de sistemas de escritura no basados en el alfabeto latino: griego, cirílico, hebreo, árabe, japonés, chino, etc. Algunas imprentas tradicionales inglesas clasifican esta familia como exóticas.

## Críticas a la clasificación Vox-ATypI
Algunos diseñadores y expertos en tipografía han criticado el sistema de clasificación de tipografía Vox-ATypI por considerar que se encuentra obsoleto. Catherine Dixon, en un escrito de 2002 criticó esta clasificación por favorecer los tipos romanos sobre los tipos gráficos, algo propio de la cultura de diseño de principios del siglo XX. Como ejemplo, Dixon resaltaba como los tipos clásicos humanistas forman una categoría distinta de las Garaldas, a pesar de que las diferencias entre ambas son sutiles y su distinción puede ser apropiada solo para unos pocos tipos. En contraposición, los tipos mecánicos (slab serif) o egipcios se agrupan juntos bajo una sola categoría. Dixon también criticaba el que la tipografía se enfoca fuertemente en los tipos romanos y que, ya que ha permanecido desde 1967 sin apenas cambios, no está preparado para clasificar los tipos de letra modernos.